# Dolinino
Dolinino (russisch Долинино, deutsch zu Groß Gaudischkehmen, 1938–1945 zu Großgauden) ist ein Ort in der russischen Oblast Kaliningrad. Er gehört zur kommunalen Selbstverwaltungseinheit Stadtkreis Tschernjachowsk im Rajon Tschernjachowsk.

## Geografische Lage
Dolinino liegt knapp zehn Kilometer südöstlich von Tschernjachowsk und etwa zwei Kilometer nordwestlich von Krasnopoljanskoje nördlich der Föderalstraße A 229 in einer Flussschleife der Angrapa.

## Geschichte
Vor 1945 war dieser Ort ein Wohnplatz, der zur Gemeinde Groß Gaudischkehmen gehörte. Dieser wurde im Jahr 1947 als eigenständiger Ort offenbar nach dem russischen Wort dolina für Tal mit der Bezeichnung Dolinino versehen. Gleichzeitig wurde der Ort in den Dorfsowjet Krasnopoljanski selski Sowet im Rajon Tschernjachowsk eingeordnet. Von 2008 bis 2015 gehörte Dolinino zur Landgemeinde Swobodnenskoje selskoje posselenije und seither zum Stadtkreis Tschernjachowsk.